# Drenckhahn & Sudhop

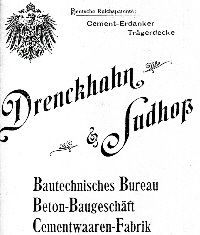
Werbung um 1900

Drenckhahn & Sudhop war ein Bauunternehmen in Braunschweig, die Gründer waren Georg Drenckhahn und C. Sudhop. Das Unternehmen gehörte zu den Pionieren des Stahlbetonbaus in Deutschland und trug durch die langjährige Zusammenarbeit mit Max Möller wesentlich zum wissenschaftlichen Fortschritt auf diesem Gebiet bei.

## Geschichte
Das Unternehmen wurde 1889 gegründet und stellte zunächst „Zementwaren“ wie Kanalrohre und Kunststeine aus Beton her, später folgten u. a. Eisenbeton- und Stampfbetonbrücken. Um 1914 bestand eine Niederlassung in Berlin-Wilmersdorf sowie um 1912 bis mindestens 1928 auch in Danzig-Langfuhr. 1920 war Diplom-Ingenieur Otto Amme Alleininhaber des Unternehmens. 1923 wurde das Unternehmen in eine Aktiengesellschaft umgewandelt, das Kapital betrug zu diesem Zeitpunkt inflationsbedingt 17 Millionen Mark und wurde nach der Währungsstabilisierung auf 340.000 Reichsmark umgestellt. 1925 war Otto Amme Alleinvorstand der Gesellschaft, während dem Aufsichtsrat neben dem Maschinenbau-Unternehmer Ernst Amme und seinem Sohn Ernst Amme jun. die Bankiers Max Gutkind und Alfred Wolff von der Sahl angehörten – die Familiennamen der Unternehmensgründer traten nicht mehr in Erscheinung.

## Möller-Brücken

Konstruktionsbeschreibung der Patentschrift

Ab 1895 begann der Bauingenieur Max Möller mit empirischen Untersuchungen zum Verbund von Eisen und Beton. Neben den Versuchsreihen zu Erdankern, später als Cement-Erdanker mit metallischer Einlage von Denckhahn & Sudhop patentiert, begann er auch mit Versuchen zur Ausbildung einer Decken-Construktion an Brücken, der Gurtträger-Decke. Die Entwicklung entsprang dem Wunsch, die Vorteile beider Materialien miteinander zu kombinieren. Während Beton großen Druckkräften gewachsen ist, wie sie auf der Oberseite eines Trägers entstehen, ist Eisen oder der zur Verwendung gekommene Flussstahl gut geeignet, die Zugkräfte auf der Unterseite des Trägers aufzufangen.
Die Entwicklung fand vorrangig auf dem eigenen Gelände und auf eigene Kosten statt. Im Gegenzug wurden die Brücken später vorrangig von Drenckhahn & Sudhop erbaut. Das zugrunde liegende Konstruktionsprinzip des Hängegurtträgers ließ das Unternehmen patentrechtlich schützen. Allein bis 1903 lassen sich 150 von Drenckhahn & Sudhop nach diesem Konstruktionsprinzip erbaute Brücken nachweisen.

## Bauten
Die genaue Zahl der Bauten ist nicht mehr nachvollziehbar. Einer um 1906 veröffentlichten Unternehmensdarstellung ist jedoch zu entnehmen, dass bereits zu diesem Zeitpunkt über 200 Brücken (mehrheitlich nach dem System Möller), mehrere Tausend Quadratmeter Stahlbetondecken, Wasserbehälter für die Wasserversorgung von neun Gemeinden, Kristallisationsbassins für mehrere Zuckerfabriken und diverse weitere Stampfbeton- und Eisenbeton-Bauwerke wie Uferbefestigungen und Einfriedungsmauern errichtet wurden. Hinzu kommen die patentierten Rohre aus Zement-Beton mit an den Querschnitten verstärkten Wandungen und Eiseneinlage, ebenfalls in Zusammenarbeit mit Max Möller entwickelt. Neuartig war die Armierung zum Auffangen der Zugkräfte sowie die Ausführung mit Stärkung an höher belasteten Querschnitten und Schwächung an minder belasteten Stellen. Der erreichbare Lichtdurchmesser betrug zwei Meter.

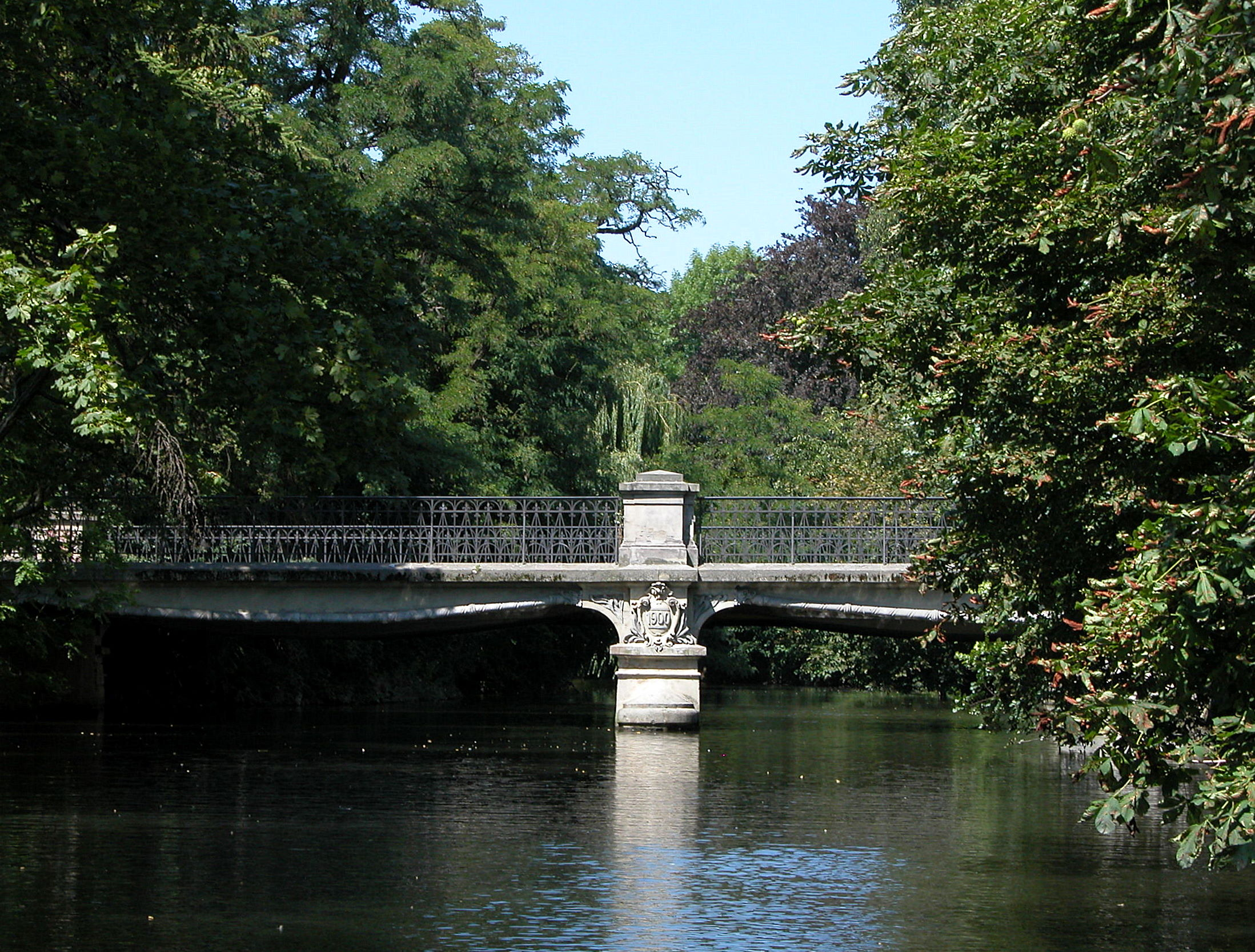
Ferdinand-Brücke in Braunschweig

Mehrere hundert Brücken nach dem Konstruktionsprinzip des Hängegurtträgers sind nachweisbar in Anhalt, im Herzogtum Braunschweig, in der Provinz Hannover, im Saarland, in Württemberg, Pommern u. a.:
- Seffersbachbrücke in Merzig
- Flutbrücke Niendorf (drei Öffnungen à 10 m)
- Werrebrücke Schötmar (Spannweite 20,5 m)
- Möllerbrücke in Calvörde
- Brücke über die Pleiße vor dem Reichsgerichtsgebäude in Leipzig[6] (zweitbreiteste Möllerbrücke) (Alle folgenden Möllerbrücken in Sachsen wurden durch das Cementbaugeschäft Rudolf Wolle, Leipzig, errichtet, das ein Gebietsmonopol hatte.)
- Brücke über die Oker im Zuge der Rammelsbergstraße in Braunschweig (heute Gaußbrücke)[7]
- Brücke über die Aller in Lockstedt[7]
- Straßenbrücke für die Königsberger Terrain-Actiengesellschaft in Königsberg[7]
- Weg-Überführung über ein Staatsbahngleis in Salzdetfurth[7]
- Stadthalle in Dirschau (Tczew) um 1910/1911 die von dem Stadtbaumeister Otto Specht und dem Architekten Wilhelm Meyer aus Hildesheim entworfen wurde[8].
- Brücke in Heilsberg (Lidzbark Warmiński)[9].
- Altenheim in Dirschau (Tczew) um 1913 von dem Stadtbaumeister Otto Specht entworfen wurde[10].